# Sergelteatern

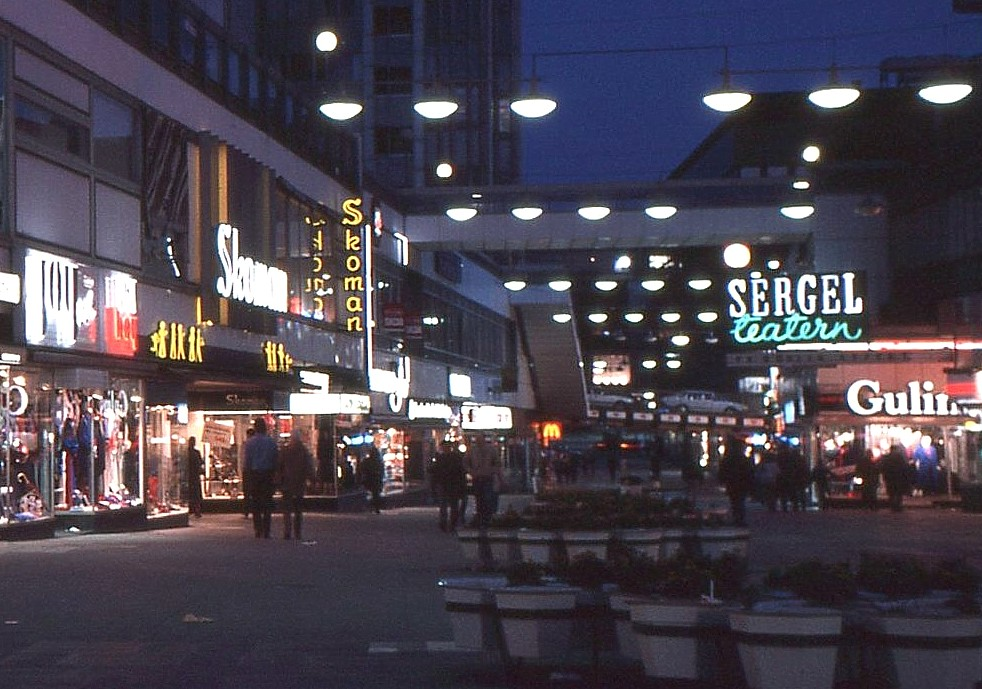
Sergelteatern på Sergelgatan 1985.

Sergelteatern var en biograf vars salong i ombyggd tappning numera utgör Salong 1 i Filmstaden Sergel vid Hötorget i Stockholm. Den invigdes i april 1959.
I samband med planläggningen inför Norrmalmsregleringen på 1940-talet fanns planer att placera Stockholms Stadsteater i Hötorgscity på västra sidan om Sergelgatan. Planarkitekten Sven Markelius idé var att utforma Sergelgatan som ett gångstråk mellan Hötorget och Sergels torg, med Hötorgsskraporna på ena sidan och, i en lägre bebyggelse, teaterns glasade, upplysta foajé på den andra sidan.  Teatern skulle ha en stor och en liten scen. Av dessa planer blev det till slut bara den mindre teatern kvar, Sergelteatern, som huvudsakligen användes som biograf. Stockholms Stadsteater placerades sedermera i Kulturhuset. 
Genom tillkomsten av Filmstaden Sergel 1995 och den uppglasade entréfasaden mot Hötorget, fick Markelius idé delvis en upprättelse. Biografen Sergelteatern byggdes vid detta tillfälle ihop med Filmstadens övriga salonger.